# میانرود (مرودشت)
میانرود (مرودشت)، روستایی از توابع بخش درودزن شهرستان مرودشت در استان فارس ایران است.

## جمعیت
این روستا در دهستان ابرج قرار دارد و براساس سرشماری مرکز آمار ایران در سال ۱۳۸۵، جمعیت آن ۵۳۶ نفر (۱۲۲خانوار) بوده‌است.